# Juan Lindo
Juan Nepomuceno Fernández Lindo y Zelaya (ur. 16 maja 1790 w Tegucigalpa, Honduras, zm. 23 kwietnia 1857) – salwadorski i honduraski polityk. Prezydent Salwadoru od 22 lutego 1841 do 1 lutego 1842 oraz Hondurasu od 4 lutego 1847 do 1 lutego 1852.